# Ginnastica ai Giochi della I Olimpiade - Parallele a squadre
La gara delle parallele a squadre dei Giochi della I Olimpiade fu uno degli otto eventi sportivi, riguardanti la ginnastica dei primi Giochi olimpici moderni, tenutosi ad Atene, il 9 aprile 1896.
Hanno partecipato alla competizione due sole nazioni, la Germania e la Grecia (quest'ultima con due diverse compagini), per un totale di 63 ginnasti. La gara, che si tenne nell'arena dello Stadio Panathinaiko di Atene era riservata ai soli atleti maschi, come tutte le competizioni dell'Olimpiade di Atene 1896.

## Risultati

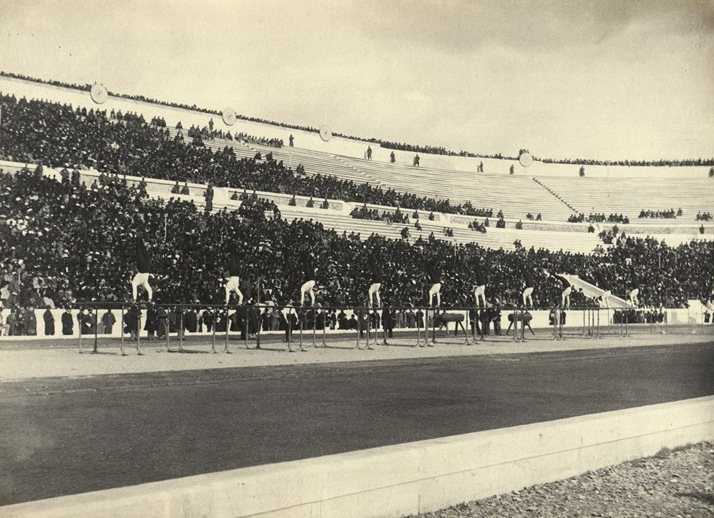
La squadra tedesca nella gara delle parallele a squadre

A disposizione delle squadre partecipanti vennero messe dieci parallele simmetriche, tutte disponibili per l'uso in gara. I giudici assegnarono il punteggio in base all'esecuzione, al ritmo e alla difficoltà tecnica.
A quanto pare non c'erano limiti alla dimensione delle squadre, e quella del Panellinios contava addirittura 33 membri.
| Posizione | Squadra                        | Team leader             | Ginnasti |
| --------- | ------------------------------ | ----------------------- | --- |
|           | Germania Berliner Turnerschaft | Fritz Hofmann           | Conrad Böcker Alfred Flatow Gustav Flatow Georg Hillmar Fritz Manteuffel Karl Neukirch Richard Röstel Gustav Schuft Carl Schuhmann Hermann Weingärtner |
|           | Grecia Panellinios             | Sotirios Athanasopoulos | Nikolaos Andriakopoulos Petros Persakis Thomas Xenakis, altri 29 atleti, nomi sconosciuti                                                              |
|           | Grecia Ethnikos                | Ioannis Chrysafis       | Iōannīs Mītropoulos Dimitrios Loundras Filippos Karvelas, altri 15 atleti, nomi sconosciuti                                                            |